# Nissan Cube
O Nissan Cube é um mini-MPV produzido pela Nissan e vendido apenas no Japão. Está prevista para ser lançado no mercado americano e canadense, em 2009.
Algumas versões desse modelo foram equipadas com transmissão continuamente variável (Câmbio CVT).

## Galeria
- Primeira geração (1998-2002)
- Segunda geração (2002-2008)
- Terceira geração (2008-2019)